# Neaera tenuiforceps
Neaera tenuiforceps är en tvåvingeart som beskrevs av Louis-Paul Mesnil 1963. Neaera tenuiforceps ingår i släktet Neaera och familjen parasitflugor. Inga underarter finns listade i Catalogue of Life.